# Ludwig Sothmann

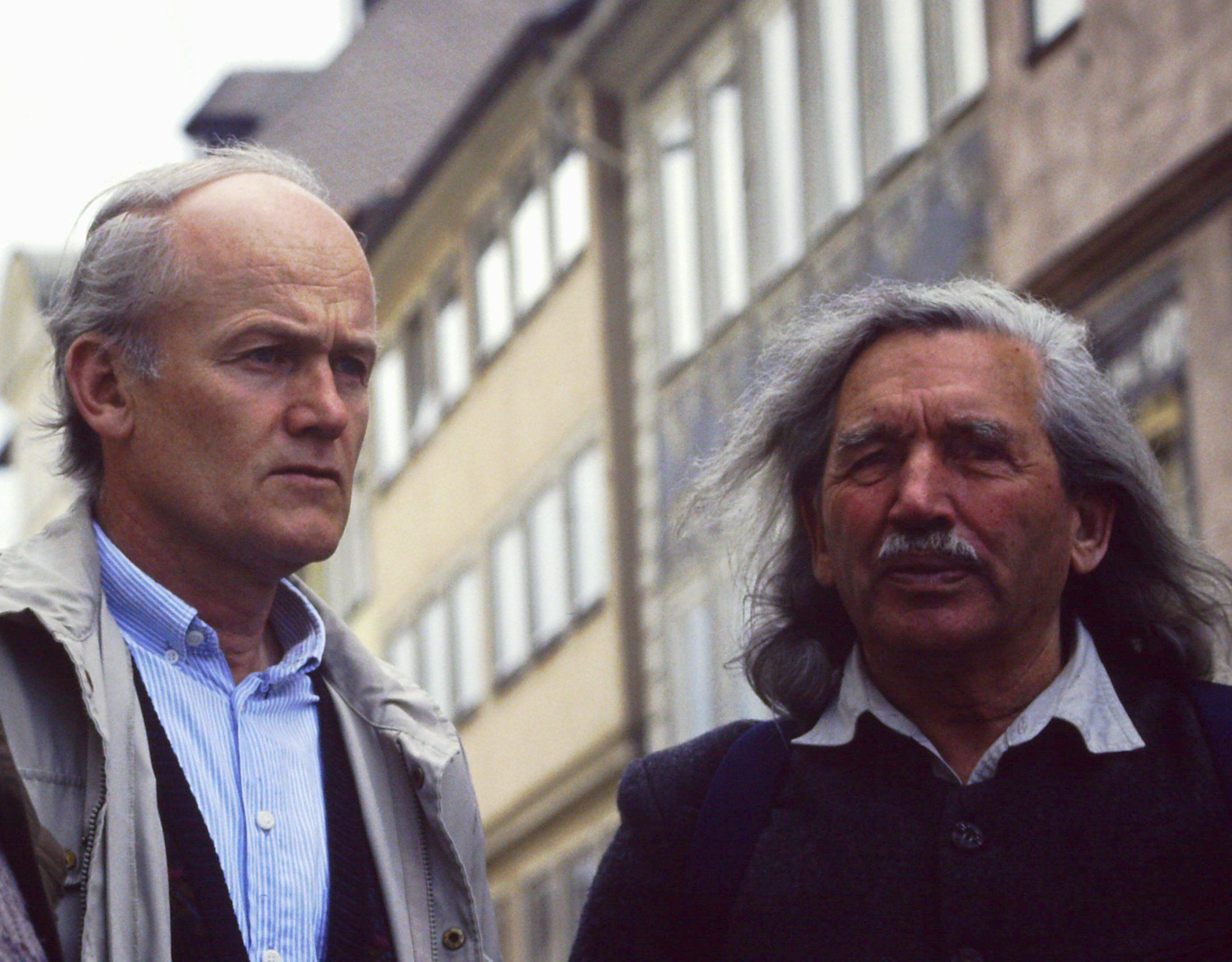
Ludwig Sothmann (links) mit Karl Partsch, 1994

Ludwig Sothmann (* 2. Mai 1940) ist ein deutscher Natur- und Umweltschützer. Er war von 1978 bis 2014 langjähriger Vorsitzender des Landesbundes für Vogelschutz in Bayern (LBV).
Sothmann hat Chemie und Pharmazie studiert und betreibt eine Apotheke im mittelfränkischen Hilpoltstein. 1969 startete er mit anderen Vogelfreunden eine Unterschriftenaktion, um den Bau eines Flugplatzes im Schwarzachtal zu verhindern. Es gelang, mit 3000 Unterschriften das zuständige Ministerium von einem Baustopp zu überzeugen. In der Folge wurde Sothmann Vorsitzender der Kreisgruppe des Bund Naturschutz in Bayern.
1978 wurde er 1. Vorsitzender des Landesbundes für Vogelschutz in Bayern, ein Amt, das er bis Oktober 2014  bekleidete. In seiner Amtszeit entwickelte sich der LBV zu einem, flächendeckend in allen bayerischen Landkreisen vertretenen, Mitgliederverband, der sich in der Öffentlichkeit und gegenüber Behörden, für einen wissenschaftlich fundierten Arten- und Biotopschutz einsetzt.
Über zehn Jahre war Sothmann Sprecher des Obersten Naturschutzbeirats im bayerischen Umweltministerium. Er gehört dem Präsidium der Bayerischen Akademie für Naturschutz und Landschaftspflege (ANL) und den Fachbeiräten der beiden bayerischen Nationalparke Berchtesgaden und Bayerischer Wald an. Ludwig Sothmann ist Präsidiumsmitglied des Deutschen Naturschutzrings und wurde von Ministerpräsident Horst Seehofer in den Zukunftsrat der Bayerischen Staatsregierung berufen.

## Ehrungen
- Bayerische Verfassungsmedaille in Silber
- Bayerischer Verdienstorden
- Bundesverdienstkreuz 1. Klasse (2014)